# Sonatine (film, 1984)
Pour plus de détails, voir Fiche technique et Distribution.
Sonatine est un film dramatique québécois de Micheline Lanctôt, sorti en 1984 et mettant en vedette Pascale Bussières et Marcia Pilote.

## Synopsis
Deux jeunes adolescentes vivent des relations familiales difficiles qui les rapprochent l'une de l'autre jusqu'à leur faire envisager un pacte de suicide.

## Fiche technique
Sources : IMDb et Films du Québec
- Titre original : Sonatine
- Réalisation : Micheline Lanctôt
- Scénario : Micheline Lanctôt
- Musique : François Lanctôt
- Direction artistique : Pierre Fournier
- Costumes : Hélène Schneider
- Maquillage : Jocelyne Bellemare
- Photographie : Guy Dufaux
- Son : Marcel Fraser, Paul Dion, Michel Descombes
- Montage : Louise Surprenant
- Production : Pierre Gendron
- Société de production : Corporation Image M & M
- Sociétés de distribution : Les Films René Malo, Les Films Séville
- Budget : 1,1 million $ CA
- Pays de production :  Canada
- Tournage : du 27 septembre au 5 novembre 1982
- Langue originale : français
- Format : couleur — 35 mm — 1,66:1
- Genre : drame psychologique
- Durée : 91 minutes
- Dates de sortie :
  - Canada : 
    - 24 février 1984 (première dans le cadre de La Vidéo fameuse fête à l'auditorium du Complexe G à Québec)
    - 30 mars 1984 (sortie en salle au Québec)

  - Italie : septembre 1984 (première européenne à la 41e édition de la Mostra de Venise)
- Classification :
  - Québec : 13 ans et plus[2]

## Distribution
- Pascale Bussières : Chantal
- Marcia Pilote : Louisette L'Espérance
- Pierre Fauteux : Fernand Lambert, le chauffeur d'autobus
- Kliment Denchev : le marin bulgare
- Ève Gagnier
- Marc Gélinas, autre chauffeur d'autobus de la ligne 89 Simoneau
- Pauline Lapointe
- Jean Mathieu
- Paul Savoie
- Christian Platov
- Boris Palankov
- Jani Pascal
- Yves Jacques : l'employé du métro
- Jean-Jacques Bussières : le père de Chantal
- Ghislaine Bussières (Pilon) : la mère de Chantal

## Autour du film
Sonatine est le deuxième long-métrage de Micheline Lanctôt, qui s'est d'abord fait connaitre comme actrice en participant à certains films importants du cinéma québécois et canadien des années 1970 comme La Vraie Nature de Bernadette ou L'Apprentissage de Duddy Kravitz.  Sonatine marque aussi la première apparition à l'écran de Pascale Bussières, qui est encore assez jeune et mènera par la suite une abondante carrière.
Alors que son  premier film, L'Homme à tout faire, était une comédie à l'humour bon enfant, Lanctôt aborde ici un thème beaucoup plus grave, celui du mal-être adolescent.  
Présenté à la Mostra de Venise en septembre 1984, Sonatine décroche le Lion d'argent.  Le film est également pressenti pour représenter le Canada dans la course à l'Oscar du meilleur film étranger, mais ne sera pas parmi les cinq finalistes.  Par contre, en mars 1985, Sonatine permet à Micheline Lanctôt de devenir la première femme à obtenir le trophée de la mise-en-scène aux prix Génie du cinéma canadien. La réalisatrice Sandy Wilson la rejoindra l'année suivante.
Micheline Lanctôt et Pascale Bussières collaboreront à deux autres reprises; d'abord dans Deux actrices, qui sort une dizaine d'années après Sonatine, puis dans Suzie, présenté en 2007.

## Récompenses
- Lion d'argent du meilleur premier film à la Mostra de Venise 1984
- Prix Génie du meilleur réalisateur à la 6e cérémonie des prix Génie en 1985